# 우에다 게이타
우에다 게이타(일본어: 植田 啓太, 2002년 9월 3일~)는 일본의 축구 선수이다.

## 구단 경력
그는 2021년 J1리그의 요코하마 F. 마리노스에 입단했다. 2021년부터 2023년까지 J2리그의 도치기 SC에서 뛰었다. 도치기 SC에서 44경기에 출전하여, 3득점을 넣었다. 2024년 요코하마 F. 마리노스로 복귀했다. 2024년 7월 J3리그의 SC 사가미하라로 이적했다. 2025년 J2리그의 카탈레 도야마로 이적했다.